# 彼女は天使で妹で
『彼女は天使で妹で』（かのじょはてんしでいもうとで）は、ALcotハニカムより2017年10月27日に発売された18禁美少女アドベンチャーゲーム。略称は「いもてん」。
『サツコイ〜悠久なる恋の歌〜』の約30年後の世界が舞台となっている。

## システム
本作は、マウスクリックなどでテキストを読み進めていくオーソドックスな恋愛アドベンチャーゲームである。いわゆる攻略ヒロインは4人。

## あらすじ
特殊な境遇と家庭事情のため人生に絶望しかけていた仁科優希の前に、天使長を名乗る少女が現れ「お前、神様にならないか？」と告げる。神様になるためにはまず天使にならなければならない。優希は天使候補生となり、優希の妹「仁科十花」となった天使長と同居生活を始めた。それから一年、優希の背中にまだ天使の翼は生えてこない。十花は死神の相羽一海、天使の高橋未亜を召集して対策会議を開く。

## 登場人物
（出典：）

### 主人公
仁科 優希（にしな ゆうき）
声 - なし
本作の主人公。天使候補生。名門天煌学園の二年生。クラス委員をしている。
人気俳優・仁科翔一と、人気女優・仁科あずさを両親に持つ。そのためか、顔立ちが整っており、美少女に間違えられてよく痴漢の被害に遭っている。
不仲の両親は自宅にほとんど戻らず、世間体のために雇われた通いの家政婦が家事をしている。
どうしても神に尋ねたいことがある。神になる資格を得た者は、神との謁見を許されると聞き、そのために神様を目指している。

### メインヒロイン
本作のヒロインは全員が天使か妹（あるいはその両方）となっている。
仁科 十花（にしな とうか）
声 - 羽鳥いち
天使を束ねる天使長。奇跡の力を行使して過去を改ざんし、優希の妹として同じ学園に通っている。
元々は人間で、日本人の母とフランス人の父を持つハーフ。本名はエレーン・トウカ・ナカジマ。
優希と同居するようにはなったが、上司として指導に身を入れるでもなく、妹として甘えてしまっている。しばしば必殺技の「エンジェル・サンダー」「エンジェル・ビーム」等で体罰を振るう。ALcotハニカムの5代目「駄妹」である。
源 恵理那（みなもと えりな）
声 - 秋野花
優希の幼なじみでクラスメイト。
運動が得意で、優希に痴漢行為を働いた男をことごとくねじ伏せている。
昔から優希に片思いしているが、恵理那ルートにおいて実は優希の二卵性双生児であり、本物の妹であることが明らかになる。恵理那（と優希）の実の父親は仁科翔一であり、母親は源優子である。
相羽 一海（あいば かずみ）
声 - 月野きいろ
死神。学園の三年生で、生徒会長。
未亜を天使候補生にして、先輩として育成にあたった。現在は直という自宅のメイドを候補生として教育している。
異例のスピードで昇進し、優希より早くに神となる資格を得ていたが、ある目的のため神と取引し、死神となった。
お嬢様であり、庶民の生活にうとい。十花の影響で牛丼にはまってしまう。
高橋 未亜（たかはし みあ）
声 - 明日葉よもぎ
天使。学園に通いながらアイドルグループ「ラブライトニング」の一員として芸能活動を行っている。
候補生になったのは優希より後だったが、優希より先に天使に昇格している。
一年前に白血病におかされ、余命を宣告されていたが、天使となり不老不死となったことで病を克服した。ある目的のため、同じ白血病で緩和病棟に入院している新山のぞみという少女を見舞っている。

### サブキャラクター
ミライ
声 - 藤咲ウサ
謎の美少女。タロットカードで未来を占い、当人曰く100パーセントの的中率を誇る。健啖家。
神無月 涼（かんなづき りょう）
声 - 深川緑
優希の親友。二年生で、優希と恵理那と同じクラス。イケメンで女子にもてる。
相羽 美月（あいば みつき）
声 - 草野花恋
一海の母親。人や仲間の肉を食らうことで悠久の時を生きる人魚のハーフ（クォーターの一海は人間である）。
『サツコイ〜悠久なる恋の歌〜』の登場人物（当時は9歳）であり、兄の相羽司を捕食して生きながらえている。御堂イズナらしき人魚も捕食した発言もしている。イレギュラーである。

## 用語
（出典：）
天界の役職
神
世界の全てを管理し、時に干渉する、全知全能の唯一の存在。
現在の神は代替わりしてから150年が経過しており、日増しに力が弱まっているため、次代の神が必要になっている。
人類最初の覚醒者によって築かれた神の神殿は空にあり、いて座とわし座の中間の方角に位置している。
死神
死者の魂を天界へと導く存在。複数の死神がいる。
天使・天使候補生
人間を陰ながら助ける存在。天使長は全世界の天使を束ねる役職。
天使三原則
天使と天使候補生が絶対に守らなければならない規則であり、破ったときは役職の剥奪、存在抹消等の罰が下される。
- 第一条「天使及び天使候補生は人間にその正体を知られてはならない」
- 第二条「天使及び天使候補生は第一条に反しない限り、人間社会に奉仕し役に立たなければならない」
- 第三条「天使及び天使候補生は第一条及び第二条に反するおそれのない限り、自己を守らなければならない」

世界日誌（アカシックレコード）
世界で起こるありとあらゆる事象が綴られた書物のこと。この世界が誕生してから今までのことが詳細に記されている。書き込むのは神の仕事であり、神は世界日誌に書き込むことで世界の全てを決定している。世界日誌とはある意味世界そのものに等しく、日誌から対象の記述が削除されると存在も抹消される。
世界日誌のページを破ることで世界は繰り返されるが、これは天界のトップシークレットである。
巫女
人間の代表者として、神に意見のできる立場にある。別名を「神の子」という。
世界日誌を閲覧することができ、そのため未来を予知することができる。
イレギュラー
世界日誌に干渉されない存在。世界に17人いる。
人魚

草薙剣
八尺瓊勾玉と並ぶ三種の神器の一つ。本来の持ち主から借り受け、十花が所持している。

## スタッフ
（出典：）
- ディレクター - かつらぎ
- 企画 - 瀬尾順
- シナリオ - 瀬尾順
- 原画 - 珈琲猫、武藤此史
- SD原画 - あおなまさお
- CG統括 - くない瓜
- プロデューサー - 宮蔵

## 主題歌
（出典：）
オープニングテーマ「君はAngel」
作詞 - 仲村芽衣子 / 作曲 - maru (project lights) / 歌 - 茶太
エンディングテーマ「翼」
作詞 - 仲村芽衣子 / 作曲 - maru (project lights) / 歌 - 茶太

## サウンドトラック
彼女は天使で妹で フルコンプリートサウンドトラック
初回版には「彼女は天使で妹で フルコンプリートサウンドトラック」が特典として添付された。音楽CD2枚組。主題歌2曲とゲーム内で使用された全BGMの合計35曲を収録。
| #         | タイトル                         | 作詞       | 作曲                  | 時間 |
| --------- | -------------------------------- | ---------- | --------------------- | ---- |
| 1.        | 「君はAngel Game ver」(歌：茶太) | 仲村芽衣子 | maru (project lights) | 1:32 |
| 2.        | 「Wing」                         |            | Peak A Soul＋         | 2:11 |
| 3.        | 「花」                           |            | Peak A Soul＋         | 2:12 |
| 4.        | 「隣にはいつも君」               |            | Peak A Soul＋         | 2:07 |
| 5.        | 「涼風」                         |            | Peak A Soul＋         | 2:10 |
| 6.        | 「あたしアイドルですから!」      |            | Peak A Soul＋         | 2:08 |
| 7.        | 「僕らの歩幅で」                 |            | Peak A Soul＋         | 2:16 |
| 8.        | 「僕達は今日も」                 |            | Peak A Soul＋         | 2:12 |
| 9.        | 「長い影」                       |            | Peak A Soul＋         | 2:09 |
| 10.       | 「いつかの自分」                 |            | Peak A Soul＋         | 2:21 |
| 11.       | 「あいかわらずの僕達」           |            | Peak A Soul＋         | 1:55 |
| 12.       | 「ひらめいた!」                  |            | Peak A Soul＋         | 2:07 |
| 13.       | 「超しょぼん」                   |            | Peak A Soul＋         | 2:06 |
| 14.       | 「君はAngel -Past Memories-」    |            | maru (project lights) | 2:24 |
| 15.       | 「運命は嘲笑う」                 |            | Peak A Soul＋         | 2:10 |
| 16.       | 「破れた翼」                     |            | Peak A Soul＋         | 2:12 |
| 17.       | 「光から遠く離れて」             |            | Peak A Soul＋         | 2:06 |
| 合計時間: | 合計時間:                        | 合計時間:  | 36:18                 |      |
| #         | タイトル                                     | 作詞       | 作曲                  | 時間 |
| --------- | -------------------------------------------- | ---------- | --------------------- | ---- |
| 1.        | 「花 -Sorrow Version-」                      |            | Peak A Soul＋         | 2:11 |
| 2.        | 「隣にはいつも君 -Sorrow Version-」          |            | Peak A Soul＋         | 2:13 |
| 3.        | 「涼風 -Sorrow Version-」                    |            | Peak A Soul＋         | 2:11 |
| 4.        | 「あたしアイドルですから! -Sorrow Version-」 |            | Peak A Soul＋         | 2:08 |
| 5.        | 「君とゼロ距離」                             |            | Peak A Soul＋         | 2:18 |
| 6.        | 「肌を重ねて…」                              |            | Peak A Soul＋         | 2:15 |
| 7.        | 「つながり」                                 |            | Peak A Soul＋         | 2:11 |
| 8.        | 「剣と血と魂と」                             |            | Peak A Soul＋         | 2:17 |
| 9.        | 「黒翼の天使」                               |            | Peak A Soul＋         | 2:14 |
| 10.       | 「ツバサをください」                         |            | Peak A Soul＋         | 2:11 |
| 11.       | 「君はAngel -Soar into the sky-」            |            | maru (project lights) | 2:16 |
| 12.       | 「翼 -Silence-」                             |            | maru (project lights) | 2:03 |
| 13.       | 「翼 Game ver」(歌：茶太)                    | 仲村芽衣子 | maru (project lights) | 2:33 |
| 14.       | 「全ての命に祝福を」                         |            | Peak A Soul＋         | 2:05 |
| 15.       | 「君はAngel」(歌：茶太)                      | 仲村芽衣子 | maru (project lights) | 4:19 |
| 16.       | 「君はAngel OffVocal ver」                   |            | maru (project lights) | 4:19 |
| 17.       | 「翼」(歌：茶太)                             | 仲村芽衣子 | maru (project lights) | 4:44 |
| 18.       | 「翼 OffVocal ver」                          |            | maru (project lights) | 4:42 |
| 合計時間: | 合計時間:                                    | 合計時間:  | 49:10                 |      |

## 反響

### 売り上げ
本作は発売月（2017年10月）の売り上げにおいて、Getchu.comの集計では11位、アダルトゲーム月刊誌『BugBug』の集計では10位、『メガストア』の集計では4位を記録した。発売年（2017年）においては、Getchu.comの集計では上位50位の圏外、『BugBug』の集計では上位20位の圏外であった。

### 人気投票
| 部門名       | Getchu.com | BugBug    | アワード  |
| ------------ | ---------- | --------- | --------- |
| 総合         | 圏外/20位  | 圏外/20位 | 36位/50位 |
| シナリオ     | 圏外/10位  | 圏外/20位 | 部門なし  |
| グラフィック | 圏外/10位  | 部門なし  | 部門なし  |
| 音楽         | 圏外/10位  | 圏外/20位 | 部門なし  |
| システム     | 圏外/10位  | 圏外/20位 | 部門なし  |
| ヴォイス     | 部門なし   | 圏外/20位 | 部門なし  |
| ムービー     | 圏外/10位  | 部門なし  | 部門なし  |
| エッチ       | 圏外/10位  | 圏外/20位 | 部門なし  |
| キャラクター | 0人/20位   | 0人/20位  | 部門なし  |

本作は発売月（2017年10月）のユーザー人気投票において、Getchu.comの3位を獲得した。発売年（2017年）の人気投票においては、Getchu.comでは全部門で圏外、『BugBug』では全部門で圏外、萌えゲーアワードでは36位であった（表：「2017年の美少女ゲーム人気投票における本作の位置」に一覧を示す。）。